# Virgem do Caminho

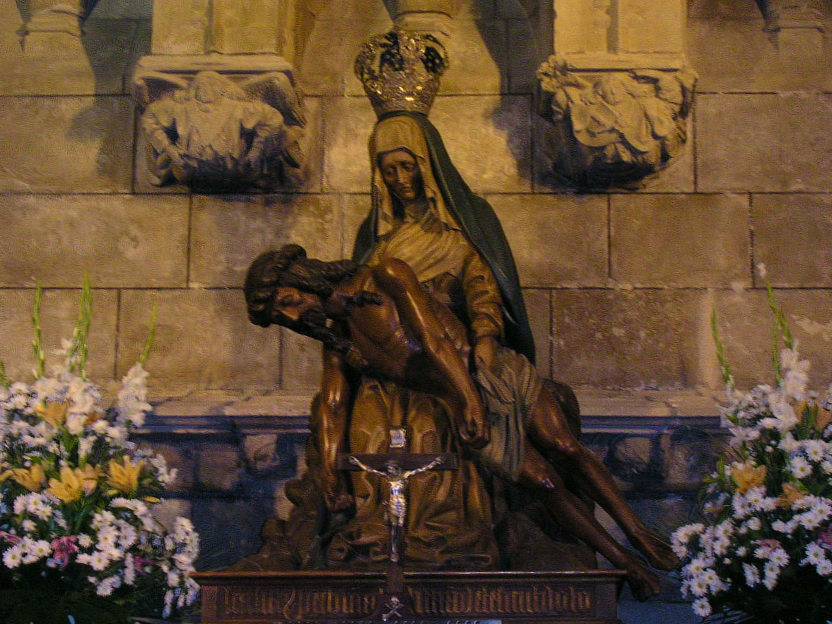
Imagem da Virgem do Caminho na Catedral de Leão

A Virgem do Caminho (em castelhano: Virgen del Camino) é uma das designações atribuídas à Virgem Maria, venerada sobretudo em Espanha. É padroeira de Leão, da sua província e de Pamplona. O nome "do Caminho" está ligado ao Caminho de Santiago, a grande rota de peregrinação da Península Ibérica. É celebrada a 5 de outubro e a 15 de setembro.
Segundo a lenda, a Virgem apareceu a um pastor de Velilla de la Reina (município de Cimanes del Tejar, na província de Leão, a 2 de julho de 1505. Alvar Simón Fernández recolhia o seu gado quando viu a Virgem entre luzes muito intensas. O santuário da Virgem do Caminho encontra-se na localidade de La Virgen del Camino, no município de Valverde de la Virgen.
A Virgem do Caminho foi nomeada em 1914 pela Santa Sé como padroeira da "Região leonesa" (Leão e a sua província) e o seu santuário é um centro de romarias populares.